# 早上起來我變成美少女了，你對這樣的我有個請求？真是拿你沒辦法啊……可以哦。
《早上起來我變成美少女了，你對這樣的我有個請求？真是拿你沒辦法啊……可以哦。》是製作商娘。在2020年7月31日發售的戀愛冒險類型成人遊戲，當中由負責原畫，擔當編劇。
《早上起來我變成美少女了》只有一條劇情路線，當中擁有一系列預先設定的場景和人物互動。其主要聚焦於主角「永遠」跟兩名男主角的互動，並刻畫了角色之間的性行為。永遠原是個少年，在某一天起床後發現自己因患上了TS病，而變成美少女。
這部作品在開售後隨即登上日本美少女遊戲暨動漫相關商品銷售網站Getchu屋的當月最暢銷遊戲排行榜第18位，並被票選為當月第10佳的美少女遊戲。及後亦在2020年度萌系遊戲大賞中贏得色情系作品獎Plus。

## 遊戲系統
《早上起來我變成美少女了》採取戀愛冒險的遊玩方式。遊戲中只有永遠有語音，兩位男主角則沒有。玩家遊玩時需要閱覽熒幕上所顯示的文本和遊戲所發出的聲音，以了解故事情節和人物之間的對話。它們會與人物拼合圖和背景一同出現，用以表示永遠對話的對象。玩家亦會在故事中遇見代替背景和人物拼合圖的電腦圖形。
本作角色之間的關係亦帶有一定性意味。有關場景包括手交、口交、性交。《早上起來我變成美少女了》只有一條劇情分支路線。玩家雖要在某些預設的段落中選擇行為選項，但這不會影響結局。

## 情節

### 設定
《早上起來我變成美少女了》的世界有着一种令人不知不覺間變成女性的疾病——「TS病」。它是成因不明，而且無法治療的罕見病。患者需以「TS」的身份過上餘下一生。故事的舞台日本則在經過多年的努力後，確立了保障TS患者的制度，並容許TS患者自由選擇跟男性、女性、TS患者結婚。

### 故事
本作的主角永遠在年幼時是個喜歡穿着女裝的少年，這令之成為兒時玩伴仁的初戀。永遠在長大後因為覺得自己不再適合穿女裝，所以即使喜歡女裝，也不會再穿。永遠跟仁之後認識了在女性圈子中具一定人氣，並對永遠抱有好感的阿爾瑪。兩人即使在暑假亦會一起來到永遠家遊玩。
永遠在暑假的某一天醒來後，發現自己患上了TS病，這令之變成了美少女。永遠於是決定以TS美少女的身份享受這段暑假。永遠繼把阿爾瑪給約出來，讓之陪同自己一起前往各機構處理成為TS的手續。仁則在次天永遠假扮自己是阿爾瑪的表妹时，憑着幼時經歷識破永遠的身份，並得知永遠患上了TS病。
永遠在仁離開後，跟阿爾瑪來了場個人攝影會。他此時亦向永遠表白，邀請永遠與之發生性關係。永遠繼答應之，不過兩人並沒有決定交往。阿爾瑪之後為了應付同人展活動，而不來永遠家幾天，並在告別前鼓勵仁跟永遠發生性關係，不過永遠卻不知情。仁則在這几天内靠着永遠的身體和幫助去滿足性慾。
永遠在阿爾瑪回來後，向之坦白跟仁的關係，阿爾瑪對此表示不介意。永遠繼向仁坦白，仁於是讓永遠知道阿爾瑪曾鼓勵「他跟永遠發生性關係」一事。並表示自己也不介意。阿爾瑪繼從房門走出來，表示已知道永遠跟仁的互相坦白。他們三人繼把這段三角關係維持下去。

## 開發和發行
《早上起來我變成美少女了》是娘。事隔8年再度推出的作品，亦是它的第2部作品。《早上起來我變成美少女了》的原畫由負責。本作的編劇則由擔當。內含歌曲由宇佐美日和主唱。
娘。在2020年4月17日開設本作的官方網站。24日開放給大眾預約此作。5月15日，官方宣佈原定在6月26日開售的本作因為2019冠状病毒病疫情影響，而需延期至7月31日發售。5月26日，本作的主題曲歌手和永遠的聲優出席了於線上直播的節目「R18遊戲博覽會Calala」（R18ゲームフェアキャララ），她們及後亦在6月16日和7月31日再度登上此一節目。6月19日，官方在YouTube公佈本作的片頭曲。26日，它發佈了本作的免費試玩版，予供公眾下載試玩。
7月2日，娘。在YouTube和Niconico上開展本作的發售倒數活動。DVD通常版及附有掛毯的限定版在7月31日推出，同時相容Windows 8.1/10。官方會為經官方渠道郵購者贈送亞克力板。DMM在8月13日推出本作的下載版。官方在9月27日推出本作的Android版。

## 評價
《早上起來我變成美少女了》在日本美少女遊戲暨動漫相關商品銷售網站Getchu屋的2020年7月遊戲銷量排行榜上排行第18位，並被票選為當月第10佳的美少女遊戲。
它亦在2020年7月萌系遊戲大賞的月間賞獲得第3位，全年排名則排在第33位，並贏得由業內人士選出的年度獎「色情系作品獎Plus」。萌系遊戲大賞的評審員在評論這部作品獲得色情系作品獎Plus一事時，讚揚了永遠的聲優，認為她的蘿莉聲線不錯。此外亦認為「永遠的心境變化……仍本作的賣點」。
bugbug.news亦發表了一則有關本作體驗版的評論，當中寫道永遠跟阿爾瑪和仁的關係分別符合「純愛」和「賣蠢」這兩派的作風，並讚揚了穿插在劇情和標題的笑話，認為它們「十分有趣」。它還指出本作「充分體現了TS美少女的魅力」，亦即永遠「了解男性的感受」這一特點。

## 外部連結
- 官方網站 （页面存档备份，存于）（日語）